# أومبرتو ريتستانو
أومبرتو ريتستانو (بالإيطالية: Umberto Rizzitano)‏ (1332 - 1400 هـ / 1913 - 1980 م) هو مستشرق إيطالي.

## حياته
ولد في الإسكندرية. تتلمذ على كارل نللينو وأغناطيوس جويدي.

## آثاره

### تآليف
- «تاريخ الأدب العربي من أقدم العصور إلى اليوم».
- «تاريخ العرب من أقدم العصور إلى اليوم».
- «القصة والرواية في الأدب العربي الحديث».
- «الثقافة العربية في صقلية».

### ترجمة
نقل من العربية إلى الإيطالية:
- «الأيام» - طه حسين.
- «زينب» - محمد حسين هيكل.
- «أهل الكهف» - توفيق الحكيم.

### تحقيق
- «نزهة المشتاق في اختراق الآفاق» بالاشتراك - الإدريسي.
- منتخبات من «الروض المعطار» - ابن عبد المنعم الحميري.
- منتخبات من «الدرة الخطيرة من شعراء الجزيرة» - ابن القطاع.[3]